# Стеклянный фейерверк

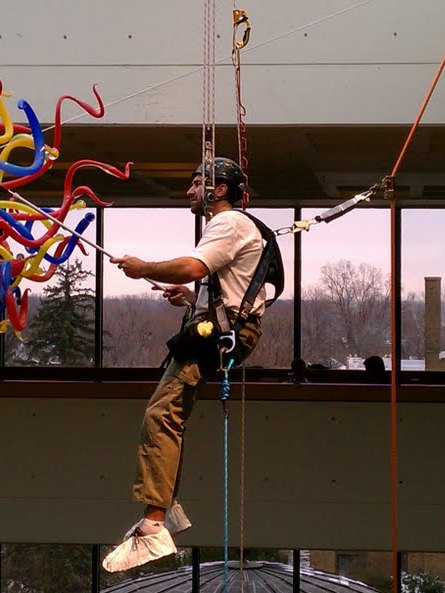
Подвешенный к потолку человек чистит скульптуру

Стеклянный фейерверк (англ. Fireworks of Glass Tower and Ceiling / Fireworks of Glass) — стеклянная инсталляция из постоянной коллекции Детского музея Индианаполиса. Стеклянная башня поднимается в центре спиральной рампы музея. Автор работы — Дейл Чихули (Dale Chihuly); он сделал статую в 2006 году, и это самая большая из установленных его работ. Под башней находится выставка с материалами о ней и том, как она была сделана. Фактически статуя состоит из двух связанных объектов, являющихся самостоятельными экспонатами музея.

## Описание
43 ноги башни (высотой более 13 метров — 43 фута) состоят из 3200 кусочков красного, жёлтого, синего и кобальтового дутого стекла; фейерверк с потолка состоит из 1600 кусков разноцветного стекла. На подвешенной на стальных тросах арматуре башни расположено от 2 до 4 футов кусков витого стекла. Каждый кусочек стекла индивидуально выдут командой стеклодувов, базирующейся в студии Chihuly в Такома, штат Вашингтон.
Формы кусочков, использованные в башне — путти, морские формы, персидские формы, рога, гусиная шея, мексиканская шляпа, витой рог, разделённый лист, лягушачья лапка, морская звезда, морская трубка и сирена.

## Выставка
Интерактивная выставка находится на уровень ниже; посетители могут посидеть на круглых, вращающихся скамейках, чтобы посмотреть на потолок беседки и понаблюдать цвета, формы, и взаимодействие света со стеклом. Выставка включает в себя практические элементы, которые позволяют посетителям строить башни с использованием пластиковых цветных кусочков. Компьютерные терминалы демонстрируют пользователю процесс выдувания стекла .

## Приобретение
По итогам обсуждения с генеральным директором музея доктором Джеффом Патченом в июне 2001 года студия Chihuly начала создавать эскизы идей для высокого вертикального пространства в рампе музея. Чихули и его команде потребовалось пять лет, чтобы спланировать и создать фейерверк из стекла, вдохновлённый перевёрнутой люстрой. Скульптура стоила 4,5 млн долларов и была установлена в субботу, 18 марта 2006 года. Мэр Индианаполиса Барт Петерсон сказал во время церемонии: «Это единственное в своём роде произведение искусства будет служить символом культурного туризма нашего города».

## Установка
Установка скульптуры началась в январе 2006 года. Под руководством Чихули команда стеклодувов создала 4800 кусочков стекла в городе Такома, штат Вашингтон, перед отправкой их в Индианаполис в 350 картонных коробках. После завершения стеклянной основы три художника из команды Чихули и шесть музейных сотрудников начали внимательно добавлять кусочки стекла на металлическую арматуру. Пластиковая трубка была вставлена в каждый кусочек, чтобы защитить его при размещении и надёжно разместить на металлическом стержне. Потребовалось 14 дней для всех 4800 кусочков стекла. Команда работала начиная с нижней части башни к вершине, используя лестницы и леса. Они следовали проекту Чихули, но имели право создавать дизайнерские решения на месте, в зависимости от окружающей музейной обстановки.

## Обслуживание
Со временем пыль оседает на скульптуре и притупляет её цвет. Профессионалы приходят в музей каждый месяц, чтобы протереть башню и восстановить её первоначальный цвет. Свисая с потолка, они могут спускаться вниз и доставать до каждого кусочка. Сотрудники музея также чистят базу и нижнюю часть башни на еженедельной основе.